# Ліла Алькорн
Ліла Алькорн (англ. Leelah Alcorn; 15 листопада 1997 — 28 грудня 2014) — американська трансгендерна дівчина, самогубство якої привернуло міжнародну увагу. Алькорн опублікувала в своєму блозі Tumblr записку про самогубство, написавши про суспільні стандарти, що впливають на трансгендерних людей, і висловила сподівання, що її смерть створить резонанс про дискримінацію, зловживання та відсутність підтримки трансгендерних людей.
Визначена чоловіком при народженні, вона виросла в Огайо в сім'ї, яка була членами руху «Церкви Христа». У віці 14 років вона оголосила про камінг-аут своїм батькам Карлі та Дугу Алькорнам, які відмовилися прийняти її жіночу гендерну приналежність. Коли їй було 16, вони відмовили їй в проханні пройти перехідне лікування, натомість відправили її на конверсійну терапію на основі християнства з наміром переконати відхилити її гендерну ідентичність та прийняти її гендерну приналежність при народженні. Після того, як вона виявила свою прихильність до чоловіків, батьки віддалили її від школи та скасували їй доступ до соціальних медіа. У своїй записці про самогубство Алькорн назвала ключову причину самотності та відчуженості своїм рішенням припинити життя і звинувачує своїх батьків у викликанні цих почуттів. Вона вбила себе, кинувшись під колеса на трассі Interstate 71.
Алькорн виставила таймер на повідомлення про самогубство в Інтернеті через кілька годин після смерті, і незабаром воно привернуло увагу міжнародної громадськості у мейнстрімах та соціальних мережах. ЛГБТ-правозахисники звернули увагу на цей інцидент як доказ проблем, з якими стикається трансгендерна молодь. Петиції були сформовані із закликом до створення «Закону Ліли», заборони на конверсійну терапію в США, який отримав підтримку від президента США Барака Обами. Протягом року місто Цинциннаті криміналізував конверсійну терапію. Батьків Алькорн критикували за зловживання Лілею у коментарях, які вони висловили перед ЗМІ, а ЛГБТ-діяч Ден Савадж звинувачував їх у смерті своєї дитини, ЛГБТ-користувачі соціальних мереж зазнавали утискань в Інтернеті. Батьки Алкорн захищали свою позицію не приймати її гендерну ідентичність та використовували конверсійну терапію, посилаючись на їхні християнські цінності.

## Життя
Алькорн була із багатодітної сім'ї. Вона описала себе як виховану в консервативному християнському середовищі; вона та її родина відвідували Церкву Христа на північному сході в Цинциннаті, Ліла була представлена в профілі цієї церкви, опублікована в статті 2011 року в «Християнській хроніці». Станом на 2014 рік родина жила в Кінгс-Міллс, штат Огайо.
Після 10 років плутанини я нарешті зрозуміла, хто я. Я одразу сказала своїй мамі, і вона вкрай негативно відреагувала, сказавши мені, що це перехідна фаза, що я ніколи не буду дівчиною, що Бог не помиляється, що я помиляюся. 
— Передсмертна записка Ліли, 2014 рік

Згідно з її самогубною запискою, Алькорн почувала себе «як дівчина, захоплена тілом хлопця» з чотирьох років, і визначилась як трансгендер з чотирнадцяти, коли їй стало відомо про цей термін. Вона змінила ім'я, яке їй дали батьки, і у своїй самогубській записці підписала себе «(Ліла) Джош Алькорн». У записці вона негайно повідомила свою матір, яка реагувала «вкрай негативно», стверджуючи, що це лише перехідна фаза життя і що Бог зробив її чоловіком, тому вона ніколи не може бути жінкою. Вона заявила, що це змусило її себе ненавидіти, і що у неї розвинулась глубока форма депресії. Її мати відправила її до християнських терапевтів, але пізніше Алькорн розповіла, що там вона стикається лише з «більшою кількістю християн», які розповіли їй, що вона «егоїстична і неправильна» і «повинна звернутися до Бога за допомогою». У віці 16 років вона просила дозволити їй пройти перехідне лікування, але їй було відмовлено у дозволі: за її словами,
…я почувалася безнадійною, що я просто збираюся виглядати як чоловік, який наносить дрег до кінця життя. На свій 16-й день народження, коли я не отримала згоди від батьків на початок переходу, я плакала та спала увесь день.
Алькорн публічно виявила свою привабливість до чоловіків, коли їй було шістнадцять, оскільки вона вважала, що визначити себе як гей-хлопця на той момент було б кроком до того, щоб пізніше виявити  що вона трансгендерна дівчина. За словами подруги дитинства, Алькорн отримала позитивний прийом від багатьох сверсників в середній школі Кінгс, хоча її батьки були в жаху. Зі слів Алькорн:
Вони відчували, що я нападаю на їхній образ, і що я збентежую їх. Вони хотіли, щоб я була їх ідеальним маленьким християнським хлопчиком, і це, очевидно, не те, чого я хотіла. 
Вони забрали її зі школи та зарахували як одинадцятикласницю в онлайн-школу, Віртуальну академію штату Огайо. За словами Алькорн, її батьки відрізали її від зовнішнього світу на п'ять місяців, вони позбавили її доступу до соціальних медіа та багатьох форм спілкування. Вона описала це як важливий фактор, що сприяє самогубству. Наприкінці навчального року вони повернули їй мобільний телефон і дозволили їй відновити зв'язок зі своїми друзями, хоча до цього часу, за словами Алькорна, її стосунки з багатьма з них стали напруженими, і вона продовжувала відчувати себе ізольованою.

За два місяці до своєї смерті Алькорн звернулася за допомогою до соціальних медіа Reddit, запитуючи користувачів, чи не є жорстоким поводженням її батьків. Там вона виявила, що, хоча її батьки ніколи не піддавали її фізичному насиллю над неї, «вони завжди говорили зі мною дуже зневажливо» і говорили такі речі, як: «Ти ніколи не будеш справжньою дівчиною» або «Що ти збираєшся справді, кохатися з хлопцями?» або «Бог збирається послати тебе прямо в пекло». Усе це змусило мене зневажливо ставитись до себе, я тоді була християнкою, тому я вважала, що Бог справді ненавидить мене і що я не заслуговую на те, щоб бути живою". Далі, вона пояснила:
Я намагалася зробити все, що потрібно, щоб відповідати їх стандартам і бути справжнім чоловіком, але врешті я зрозуміла, що ненавиджу релігію та своїх батьків.
На Reddit Алькорн також дізналася, що їй прописали збільшення дози антидепресанту Прозак. Закінчуючи свій пост, вона написала:
Будь ласка, допоможіть мені, я не знаю, що мені робити, і я не можу більше це приймати.
Комп'ютер Алькорн був відновлений поблизу місця її самогубства. У ньому містилися розмови, з яких видно, що вона планувала стрибнути з мосту, який перетинає шосе Interstate 71 за день до інциденту, але потім зв'язалася з кризовою гарячою лінією і, як розповів друг.

## Смерть
Перед смертю 28 грудня 2014 року Алькорн запланувала автоматичне розміщення її запису про самогубство на її акаунті Tumblr о 17:30. У примітці вона заявила про намір припинити своє життя, коментуючи:
Я вирішила, що з мене досить. Я ніколи не зможу успішно пройти перехід, навіть коли ми переїжаємо. Я ніколи не буду задоволена тим, як я виглядаю чи звучу. У мене ніколи не буде достатньо друзів, щоб мене задовольнити. У мене ніколи не буде достатньо любові, щоб задовольнити мене. Я ніколи не знайду чоловіка, який мене полюбить. Я ніколи не буду щаслива. Або я живу решту свого життя, як самотня людина, яка бажає, щоб він був жінкою, або я живу своїм життям, як самотня жінка, яка ненавидить себе. Перемоги немає. Виходу немає. Мені вже досить сумно, моє життя лише погіршується. Люди кажуть, що «стає краще», але це не в моєму випадку. Все лише погіршується. З кожним днем мені стає все гірше. У цьому суть, тому я відчуваю, що вбиваю себе. Вибачте, якщо це недостатньо вагома причина для вас, це досить добре для мене.
Вона висловила бажання, щоб усі її надбання та гроші були передані благодійній організації з допомоги трансгендерам, а також закликала викладати у школах питання щодо гендерної ідентичності. Записка закінчилася твердженням:
Моя смерть повинна щось означати. Мою смерть потрібно підрахувати до кількості трансгендерних людей, які покінчили життя самогубством цього року. Я хочу, щоб хтось подивився на це число і сказав, «що це за чорт?», і виправив це. Виправте суспільство. Будь ласка.
Невдовзі з'явився другий пост; із заголовком «Пробачте» в ньому було вибачення перед її близькими друзями, братами і сестрами за травму, яку вона нанесла своїм самогубством, але також містилося повідомлення батькам:
Пішли ви. Ви не можете просто керувати іншими людьми, як мною. Все це адресується вам.
На її ліжку була знайдена додаткова рукописна записка про самогубство з надписом «З мене досить», але потім її викинула мати Алькорн після того, як поліція зробила копію.
Ранком вранці 28 грудня поліція поінформувала джерела новин, що вона прямувала на південь по міждержавній трасі 71 поблизу містечка Юніон, коли її збив напівпричіп трохи раніше 2:30 ранку біля заїзду з Південного Лівану. Вона загинула на місці. Повідомляється, що Алькорн пройшла три-чотири милі від будинку її батьків, перш ніж її збили. Шосе було закрито більше години після інциденту. Розслідування було розпочато відділом з дорожнього руху штату Огайо, у той час як тіло Алкорн було перевезено до коронера округу Монтгомері, де було призначено розтин. Водій вантажівки травм не отримав.
Протягом 48 годин, повідомлення про її самогубство було переглянуто 82 272 разів, а до ранку 31 грудня ним поділилися на Tumblr 200000 разів. Пізніше запис про самогубство було видалено після прохання батьків, наразі її онлайн-блог недоступний. За словами міністра у справах сім'ї, родина ухвалила рішення про проведення приватного похорону після отримання погроз. Тіло Ліли було кремовано. Державний патруль штату Огайо завершив розслідування загибелі Ліли 30 квітня 2015 року, офіційно визнавши це самогубством.

## Реакція

### Батьки Алькорна
28 грудня о 14:56, мати, Карла Вуд Алькорн, опублікувала публічне повідомлення на особистій сторінці Facebook, де було зазначено:
Мій милий 16-річний син Джошуа Райан Алькорн сьогодні вранці пішов додому на Небо. Він вийшов на ранкову прогулянку і його збила вантажівка. Дякую за слова підтримки та турботу, які ви надіслали нам. Будь ласка, продовжуйте згадувати нас у своїх молитвах.
Згодом пост Карли Алькорн був видалений, а її акаунт у Facebook став закритим. Свою шану батькам також висловила школа в якій навчалась Ліла. У своєму листі співробітники школи, Kings High School, написали, що «Джошуа Алькорн був милим, талановитим, 17-річним підлітком», додавши, що консультанти будуть доступні для студентів, постраждалих від інциденту. Хвилина мовчання відбулася в пам'ять про Алькорна перед грою в баскетбол Kings High 30 грудня.

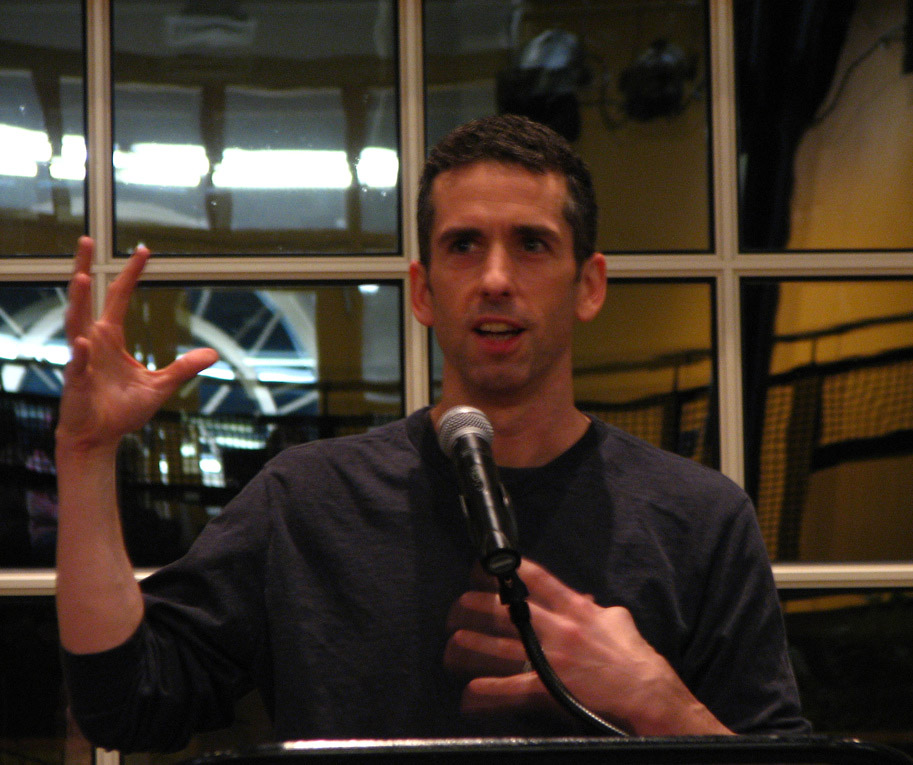
Захисник прав ЛГБТ-меншин Ден Севедж закликав притягнути батьків Ліи до судового переслідування після смерті їхнього сина.

Деякі прихильники Ліли публічно розкритикували матір Ліли в її пості в Facebook за доведення підлітка до самогубства. Деякі інтернет-активісти які самоназиваються як «Інтернет-дружина», декілька разів зламували аккаунт Карли в знак помсти за смерть Ліли. Американський активіст за права ЛГБТ, Ден Севедж у Twitter стверджував, що батьків Алькорна слід притягнути до кримінальної відповідальності за їхню неостанню роль у справі про смерть дочки, коментуючи, що своїми діями вони «кинули її під ту вантажівку». Він додав, що слід також подати судові позови проти терапевтів, які надавали консультацію Лілі, і запропонував позбавити батьківських прав родину Алькорнів над рештою їх дітей.

Карла Алькорн відповіла на таку критику в інтерв'ю CNN, заявивши, що
…ми любили його всім сердцем. Ми любили його, незважаючи ні на що. Я любила свого сина. Люди повинні знати, що я його люблю. Він був гарною дитиною та хорошим хлопчиком.
Незважаючи на те, що Ліла просила про перехідну операцію, Карла заявила, що ніколи не чула, щоб її дитина використовувала прізвище «Ліла», перш ніж повторила свою відмову прийняти статус трансгендерної дитини, додавши: «Ми це не підтримуємо, через релігійні переконання». Вона висловила стурбованість тим, що користувачі соц. медіа вважають її «жахливою людиною», але відстоювали свою позицію у стосунках зі своєю дитиною, заявивши, що вона заборонила доступ до Інтернету, щоб запобігти доступу до «неприпустимих» речей. У електронному листі каналу WCPO-TV, що знаходиться в Цинциннаті, батько Лілі Дуг Алькорн написав:
Ми дуже любимо нашого сина Джошуа і його смертю ми дуже засмучені. У нас немає бажання вступати в політичні дебати чи дискусію з людьми, які не знали його. Ми хотіли б віддати жалобу наодинці. Ми не маємо жодної недоброї волі ні до кого… Я просто не хочу, щоб наші слова використовувались проти нас.
Мара Кейслінг, виконавчий директор Національного центру з питань рівності трансгендерів, заявляє, що звинувачення до батьків Алкорна не є справедливими, додавши:
Незважаючи на великий культурний та політичний прогрес трансгендерних людей, до них все ще багато неповаги" дискримінація та насильство, спрямовані на нас. І бути дитиною чи підлітком будь-якої статі сьогодні дуже важко.

### Данина пам'яті та активізм

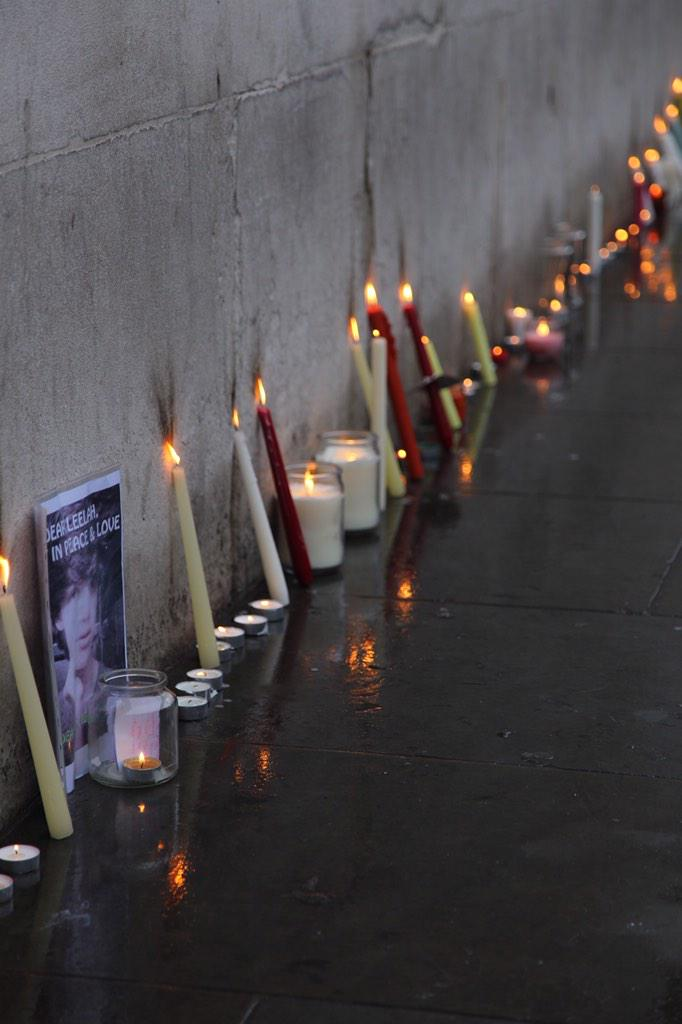
Меморіал, встановлений біля стіни після лондонської жалоби, січень 2015 року

На наступний день після публікації в Інтернеті самогубної записки Алькорна, Кріс Зельбах, перший відкритий гей у міській раді Цинциннаті, поділився ним як частиною повідомлення у Facebook, в якому він заявив, що її смерть показала, як важко бути трансгендером у США, повідомлення було поширено понад 4700 разів та підвищило обізнаність громадськості про інцидент. До 30 грудня смерть Алкорна привернула увагу у всьому світі. Новини по всьому світу підхопили цю історію, а хештег #LeelahAlcorn очолив Twitter. За даними британської газети «Індепендент», інцидент «викликав велику жалобу і викликав дискусію щодо прав трансгендерних людей». Американська газета The Boston Globe написала, що даний інцидент «слугував спалахом для прогресу трансгендерів у 2014 році», у той час як The New Republic назвала це «започаткуванням національної розмови про становище трансгендерських дітей, мізерні права та повагу, яку надає суспільство для них».
1 січня 2015 року група із захисту прав ЛГБТ, в Цинциннаті, що підтримує рівностатеві шлюби в штаті Огайо, приймають людей для висловлення жалоби Алькорну поза межами середньої школи Kings. 2 січня в Парку Гудале, міста Колумбус, відбулася жалоба при свічках організована групою Stand Up 4 Leelah. Подальша жалоба була організована молодіжним хором The Diverse City у партнерстві з главою ЛГБТ організації GLSEN в Цинциннаті у центрі культурних мистецтв Кліфтон 10 січня. У заході взяли участь понад 500 осіб.
3 січня у Лондоні місцем для жалоби було вибрано Трафальгарську площу; Організатор події розповів, що «смерть [Алькорн] була політичною смертю. Коли члени нашої громади пригнічуються, ми повинні боротися усі разом». Серед тих, хто виступав на заході, були політична діячка Сара Браун та поет Роз Кавені. Марші на честь Алкьорн були проведені в Північно-західному Вашингтоні, та Квін-Стріт, Окленд, 10 січня. Цього ж дня біля Колумбус-Серкл міста Нью-Йорк відбулася жалоба. 24 січня 2015 року в Лінчбурзі, штат Вірджинія, відбувся меморіальний протест проти конверсійної терапії в пам'ять про Лілу.
Серед трансгендерних знаменитостей, які публічно відреагували на інцидент, були Джанет Мок, Андрея Пеїч та Лорен Кокс, музикант Рей Торо випустив пісню «For the Lost and Brave» в пам'ять про Лілу Алькорн. Джилл Солоуей, сценарист серіалу «Очевидне», присвятила Алькорну нагороду «Золотий глобус» за найкращий телевізійний серіал. Під час інтерв'ю Даяні Сойєр з Кейтлін Дженнер (тоді Брюсом), яке підтвердило трансгендерну особистість Дженнер, Алькорна згадували по дівочому імені, також згадали його повідомлення «Виправте суспільство. Будь ласка». У червні 2015 року співачка Майлі Сайрус заснувала Фонд Happy Hippie Foundation — організацію з метою інформованості молоді про проблеми бездомності та ЛГБТ, частково у відповідь на смерть Ліли. Щоб просувати організацію, вона випустила нову серію відеозаписів Backyard Sessions, один з яких разом з Dido, «No Freedom», був присвячений Лілі Алькорн.
Керолін Вашберн, редактор огайоської газети The Cincinnati Enquirer, заявила, що цей інцидент «піднімає важливі питання, які ми сподіваємось, спонукають до розмов у сім'ях у нашому регіоні». Вашберн також отримала листи, які висміювали газету у вибранні імені Алькорна для висвітлення її смерті. Після інциденту TransOhio отримував листи від батьків трансгендерних дітей, в яких описується, як смерть Алкорна вплинула на них. Голова TransOhio Шейн Морган заявила, що, розуміючи гнів, спрямований на батьків Алькорна, «немає ніяких підстав для погроз сім'ї Ліли».
Еллісон Вулберт, виконавчий директор Transgender Human Rights Institute, повідомила The Independent, що випадок Алькорн «не унікальний»; газета висвітлила дослідження американських Центрів контролю та профілактики захворювань, які свідчать про те, що ЛГБТ-молодь майже вдвічі частіше намагається здійснити самогубство, ніж гетеросексуальні цисгендерні-підлітки. Newsweek аналогічно розмістив самогубство Алкорн в його більш широкому контексті трансфобної дискримінації, підкреслюючи, що Програма запобігання самогубству молоді повідомляє, що понад 50 відсотків трансгендерних молодих людей намагаються покінчити життя самогубством до 20 років, і що Національна коаліція програм проти насильства нещодавно опублікувала звіт що свідчить про те, що 72 відсотки жертв вбивств ЛГБТ у 2013 році були трансгендерними жінками.
Під хештегом у Twitter #RealLiveTransAdult багато трансгендерних людей розмістили заохочувальні твіти для підлітків, а інші хештеги, такі як #ProtectTransKids та термін «Rest in Power», також розповсюджуються у Twitter. На change.org була створена петиція, яка вимагала написати на її надгробному пам'ятнику, її трансгендерне ім'я Лейла, петиція отримала понад 80 000 підписів. 6 січня Адам Гувер, лідер за права одностатевих шлюбів в Огайо зауважив, що, окрім її надгробної плити, вони збирали гроші на постійний меморіал, облаштований як лавочка, дерево та пам'ятна дошка.

### Закон Ліли

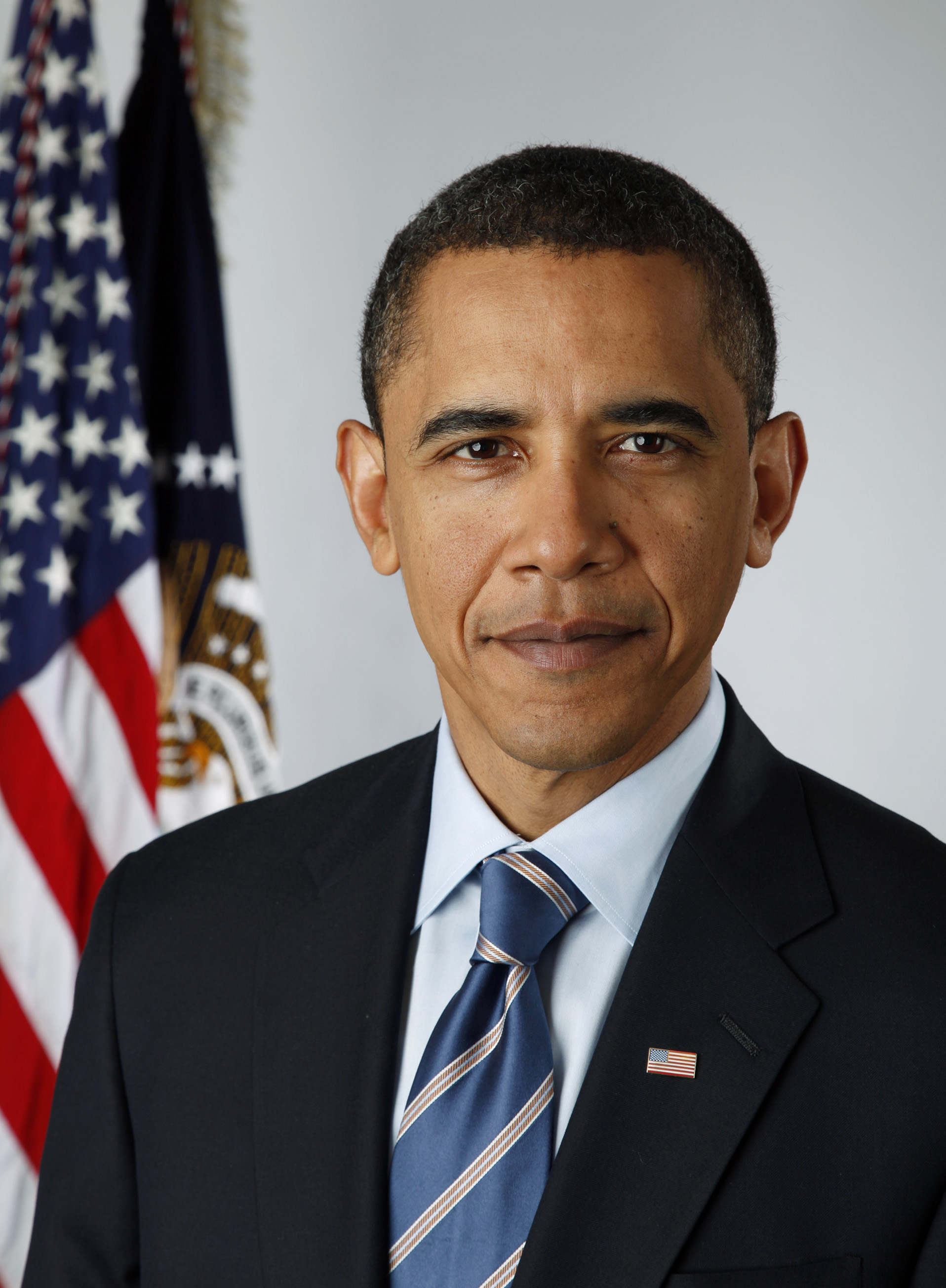
Після смерті Алькорн президент Обама пообіцяв підтримати заборону конверсійної терапії для неповнолітніх.

У Facebook була створена група під назвою «Справедливість за Лілу Алькорн», а петиція із закликом до «Закону Ліли», заборони конверсійної терапії у Сполучених Штатах, була створена Трансгендерським інститутом прав людини для підвищення обізнаності про психологічно шкідливі наслідки цієї практики; до 24 січня вона мала 330 009 підписів і була визнана найбільш швидкозростаючою петицією change.org 2014 року. 3 січня 2015 року в розділі «Ми, люди» WhiteHouse.gov було розміщено друге звернення з вимогою прийняття «Закону Ліли», яке станом на 30 січня набрало понад 100 000 підписів. У відповідь на петицію в квітні 2015 року президент Барак Обама закликав заборонити конверсійну терапію для неповнолітніх.
У грудні 2015 року Цинциннаті став другим американським містом після Вашингтона, округ Колумбія, який заборонив практику конверсійної терапії; Член ради Кріс Зельбах назвав самогубство Алькорн як вплив на рішення і заявив, що «вона кинула нам виклик зробити свою смерть важливою, і саме це ми і робимо». До жовтня 2018 року чотири міста в Огайо заборонили конверсійну терапію.